# La Sorcière de Portobello
La Sorcière de Portobello (A bruxa de Portobello) est un roman de l'écrivain Paulo Coelho qui est paru pour la première fois en 2006. Les éditions Flammarion l'ont fait paraître en 2007 pour le public français.
Ce livre a été traduit du portugais par Françoise Marchand Sauvagnargues.

## Synopsis
Après la naissance de son fils, abandonnée par son mari, Athéna décide de partir à la recherche de sa mère biologique, une tsigane du nom de Liliana, qui vivrait en Roumanie. Durant ce voyage initiatique, raconté plus tard par ceux qui l'ont connue, elle deviendra la Sorcière de Portobello, une femme mystérieuse aux pouvoirs étranges.